# ニレ立枯病
ニレ立枯病（ニレたちがれびょう、英名:Dutch elm disease、略称:DED）はニレ属（学名：Ulmus）の樹木に発生する感染症である。
子のう菌の一種を病原とし、キクイムシの媒介によって感染拡大する。病原菌はアジア原産と見られ、ヨーロッパ、アメリカ、ニュージーランドなどのニレ類に枯死を伴う激害をもたらしており、五葉マツ類発疹さび病、クリ胴枯病と並び樹木の世界三大病害の一つである。
英名のDutch elm disease（オランダのニレの病気）は1921年オランダ人植物病理学者シュワルツ(Bea Schwarz)、バイスマン(Christine Buisman)、ヴェシュタディーク(Johanra westerdijk)ら3人によって報告されたことに因む。英名Dutch elm（オランダのニレ）と呼ばれる種（Ulumus glabraとU. minorの雑種）があるが、その種だけに特異的に発生する病気というわけではない。ちなみに日本でも英名の直訳でオランダニレ病と呼ばれることがある。

## 症状
病原菌の侵入した時期と場所にもよるが、典型的な症状は晩春から夏にかけて樹冠上部にある葉の萎れと変色である。葉は初め黄色くやがて茶色へと変わり、時期外れの紅葉をしているようにも見える。このような場合病変部は次第に下方向へ拡大し他の枝も枯れ始める。ニレは落葉樹であり、冬は葉を落とし春に芽吹く。前年以前に感染していた場合は春先には葉や枝の異常が明らかになり、芽吹いてこないなどの症状が見られることもある。やがて他の枝も枯れ上がり葉は少なくなっていく。葉が少なくなると光合成による栄養分の全身への転流が減り、樹木は衰弱する。最終的に根が死に樹木は枯死する。いくつかの種では根が全滅せずに生き残ると言い、特にU. minorでは良く見られるという。
また、弱っている枝や幹の樹皮を剥いで観察すると、師部が侵され変色し多数の茶色い筋模様が見える。
樹冠上部から侵入した場合の他に、感染木と健全木の根の接触部分から菌が侵入して感染を広げる場合があり、樹冠からの感染は発病から枯死まで数年かかることもあるが、根からの感染の場合病気の進展は急速に進むという。

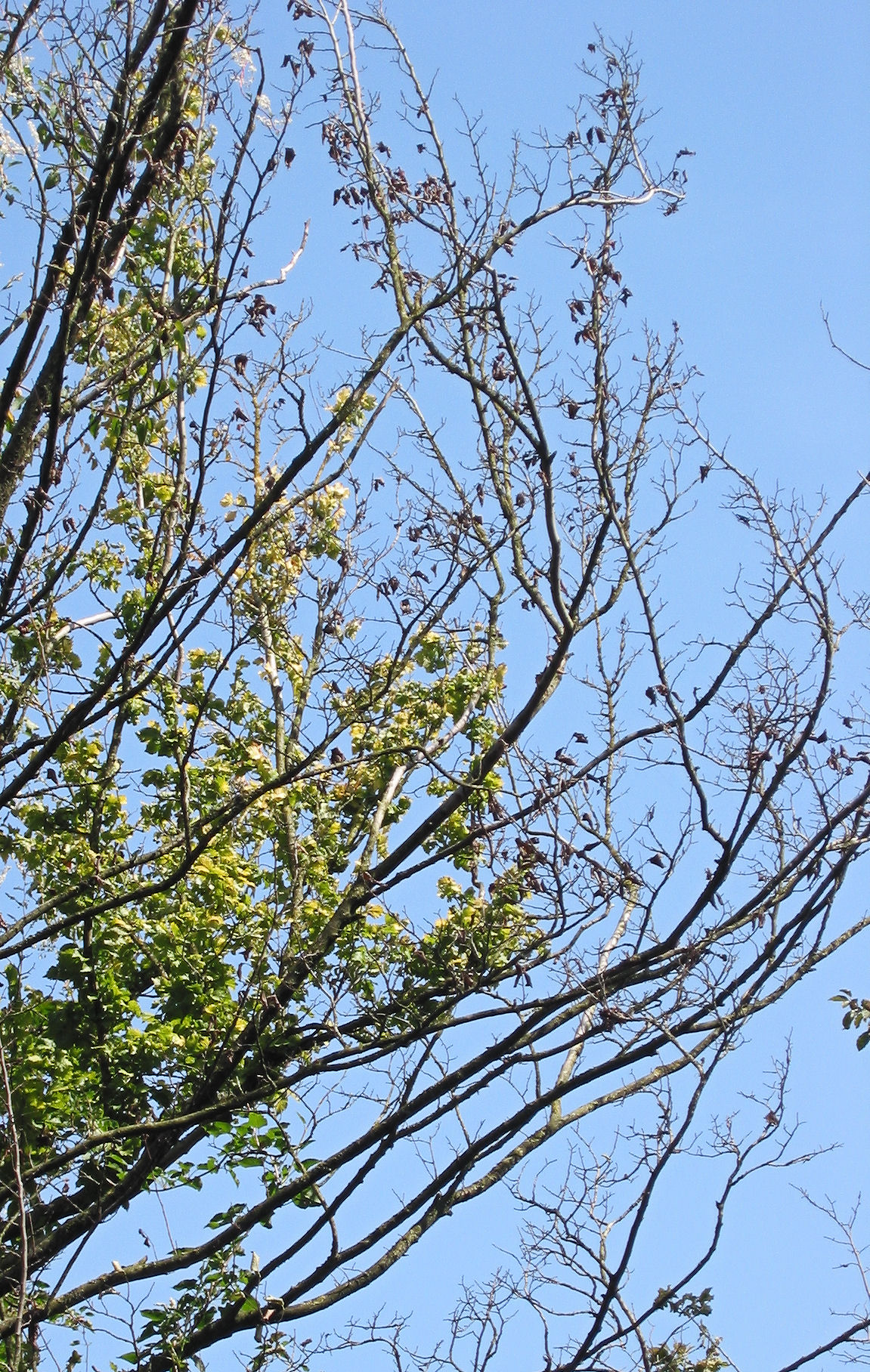
枯れ上がった枝
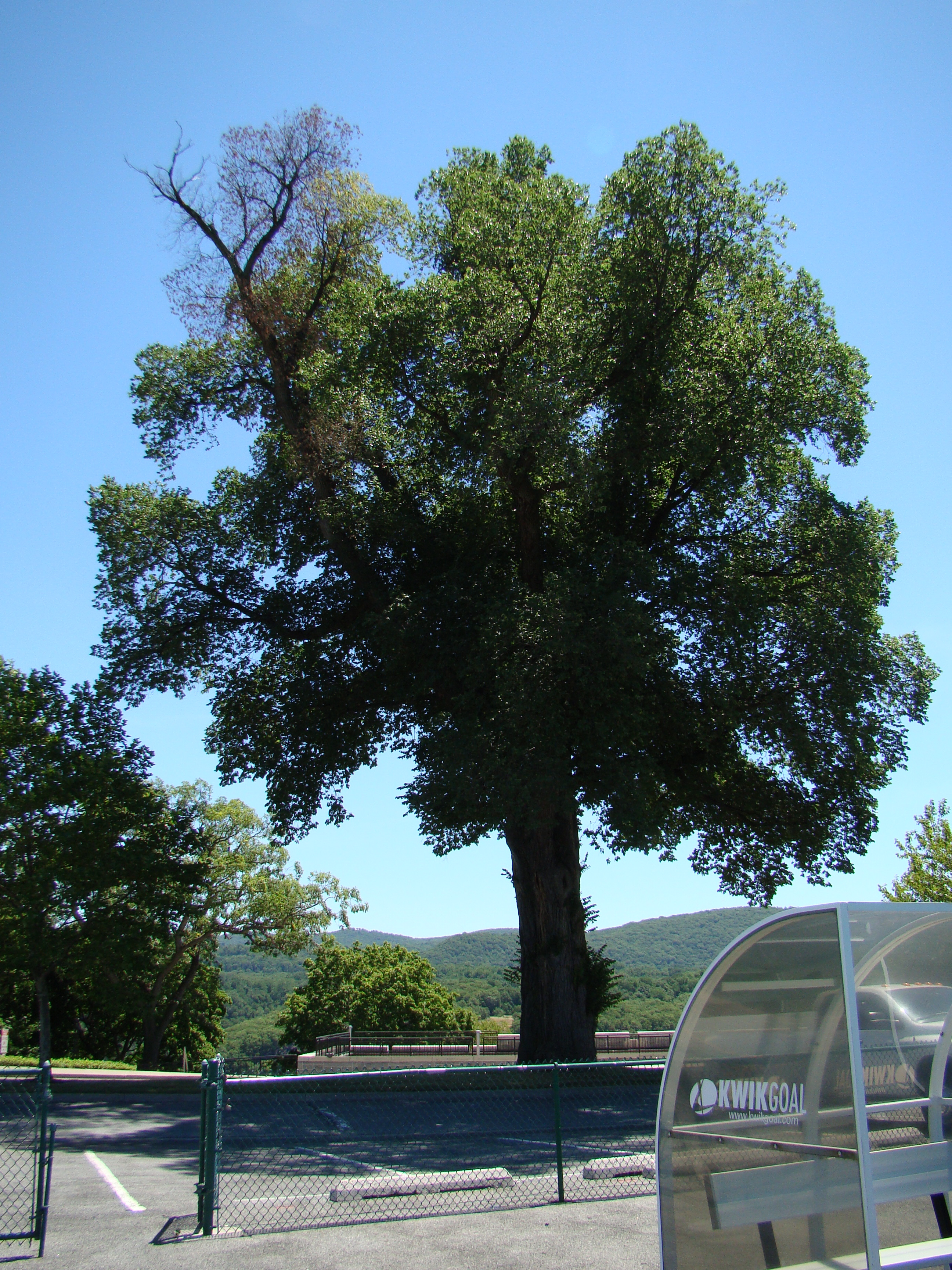
このような感じで始まる
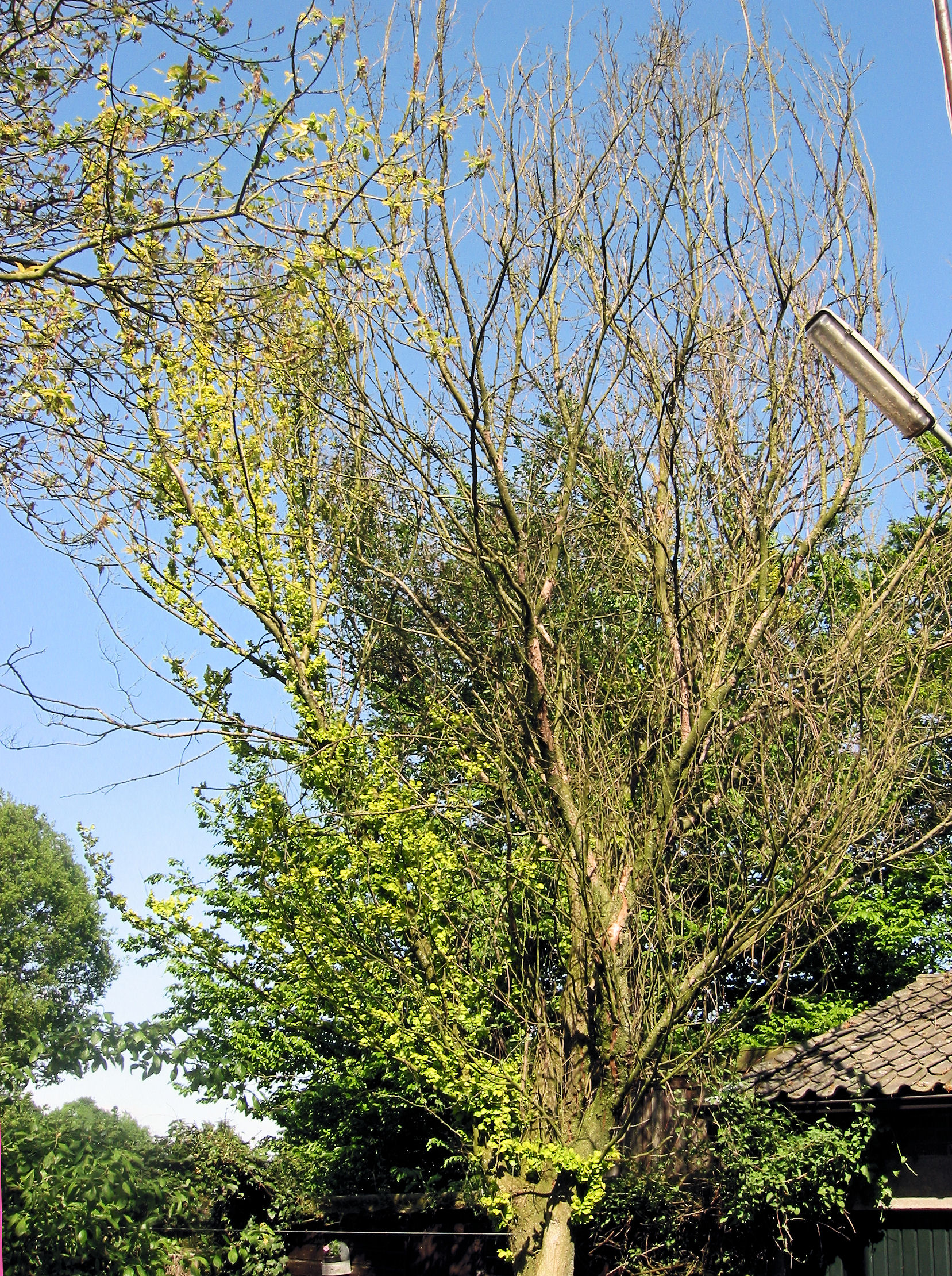
だんだん枯れる枝が増える
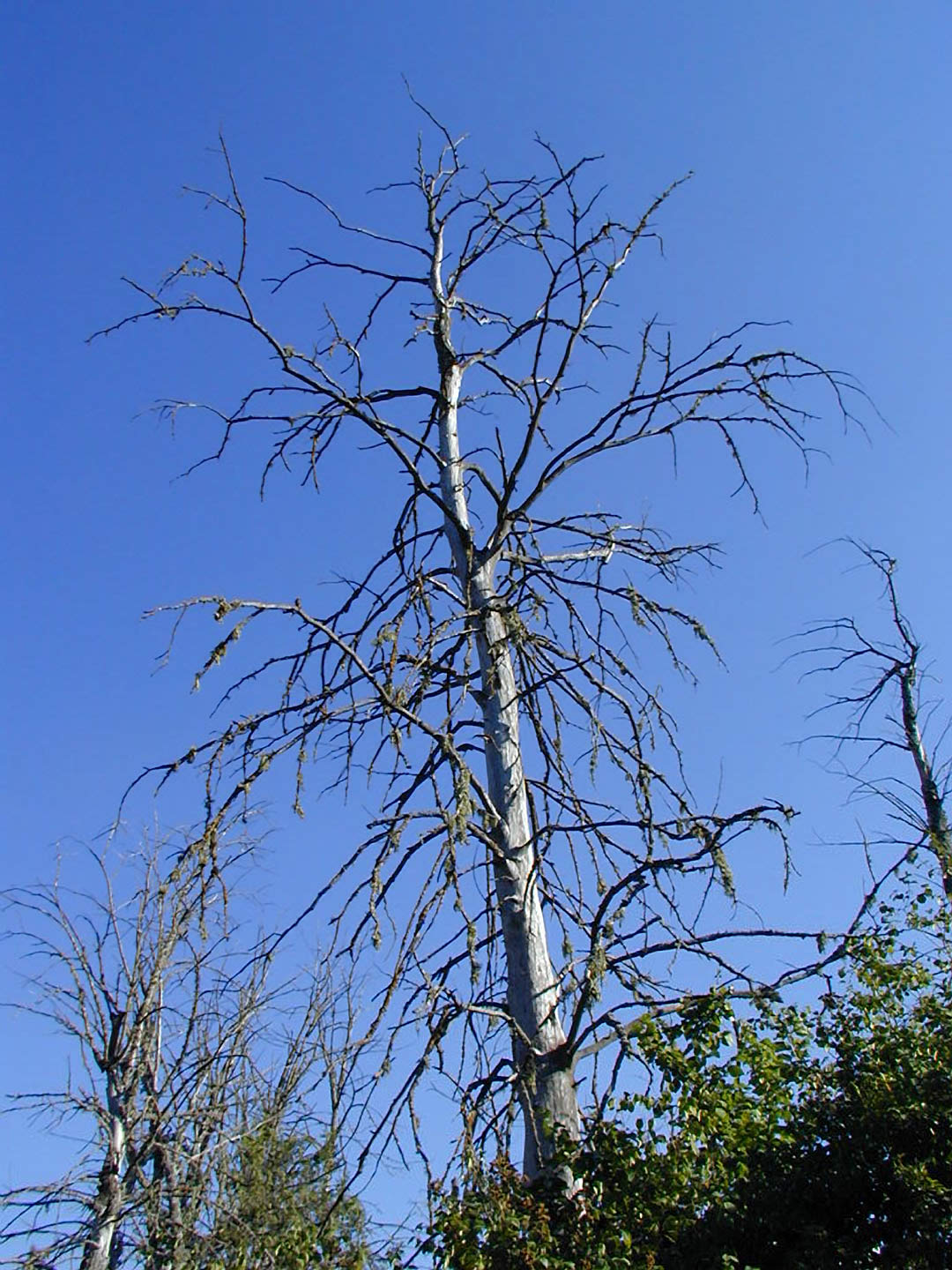
最終的にこうなる。枯死したU. minor
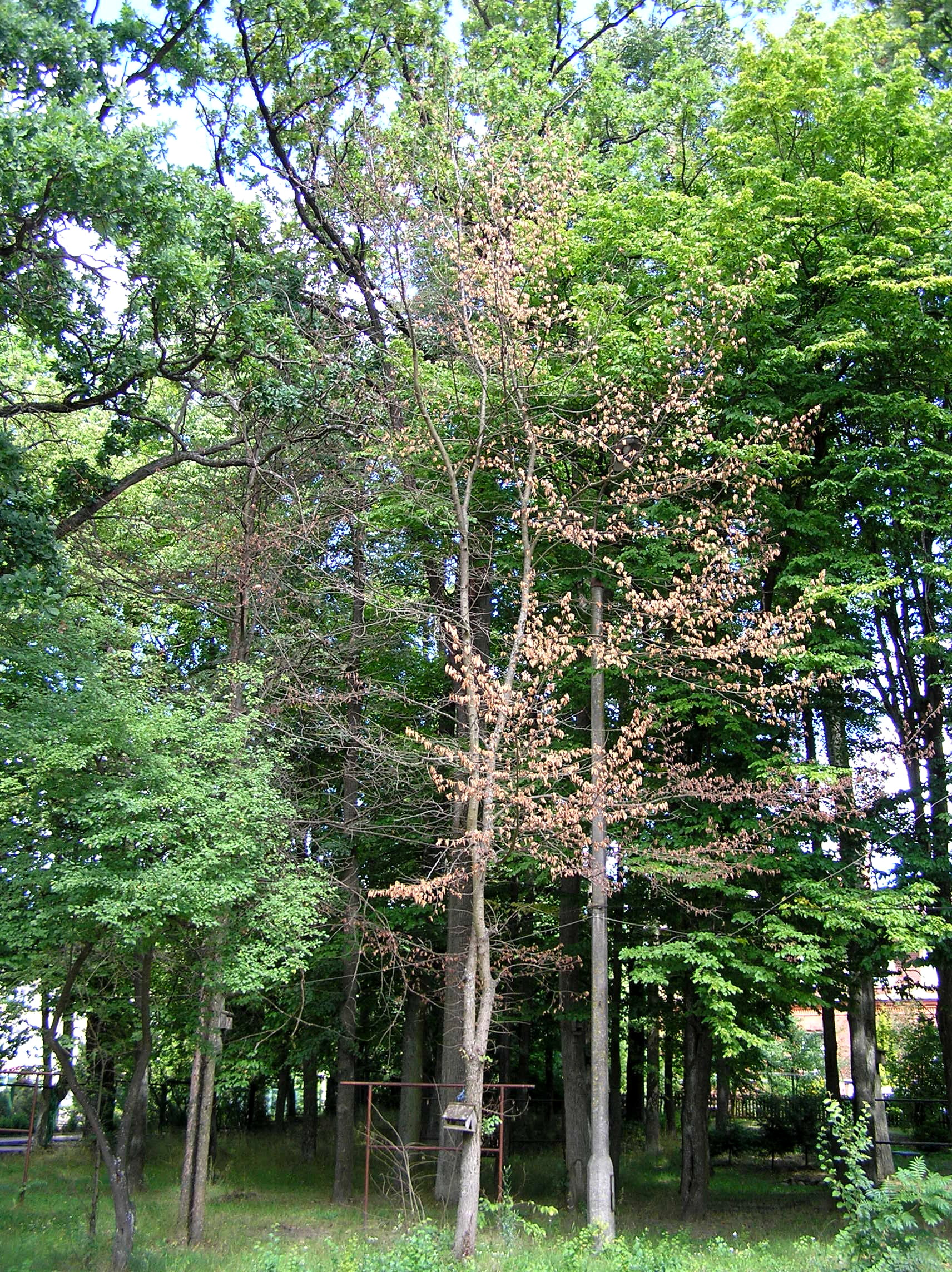
ポーランドの枯死木

## 原因
病気の直接の原因は子のう菌類と呼ばれる菌類（カビ）の感染による。原因菌はその中でもOphiostoma属に属し、現在のところは次節に挙げる3種類が知られている。この仲間はいわゆる青変菌と呼ばれ、木材内部で繁殖し材を青く変色させる。日本では樹木の病原菌と言うよりは木材を変色させて経済的価値を落とす菌としての知名度の方が高い。
病原菌が感染するとニレは防御反応を示し、木部組織を樹脂やチロースで塞いで病原菌の拡散を防ごうとする。木部組織は道管を含む場所で根から吸い上げた水や栄養素を光合成反応を行う葉に届ける役割を果たしている。ここの閉塞がおこると水が行きわたらない病変部より上部は枯死する。その後は前述のように葉の損失による餓死的な面も出てくる。管の閉塞による通水障害が致命的という点では我が国で猛威をふるっているマツ材線虫病（所謂マツ枯れ、松くい虫）とよく似ている。
病原菌はセラトウルミン(cerato –ulmin、CU)と呼ばれる毒タンパク質を作ることでも知られる。

### 青変菌

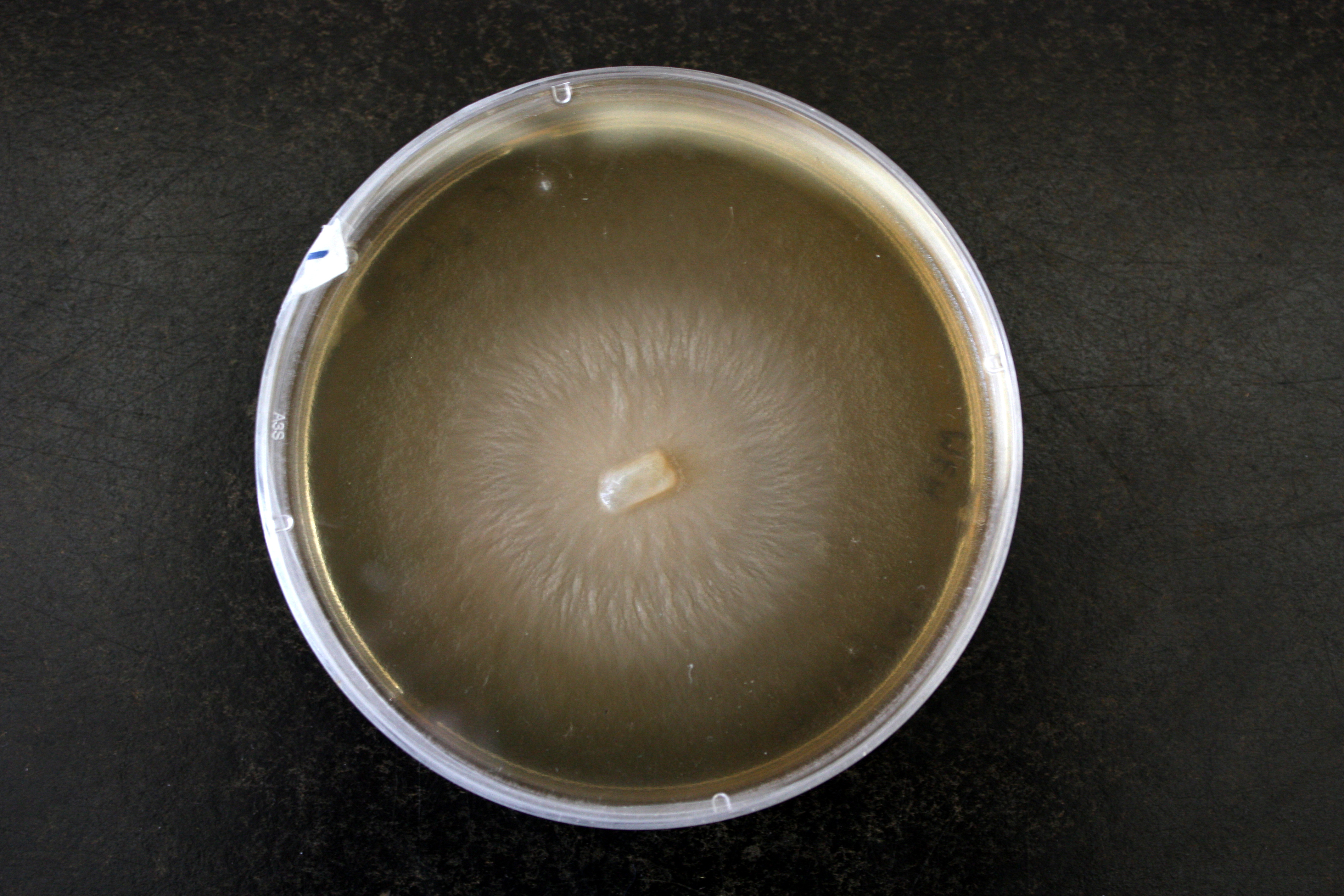
Ophiostoma ulmiを培養したところ

本病の原因となるOphiostoma属菌は次の3種が知られる。
- Ophiostoma ulmi – この中では最も早く1910年にヨーロッパで確認された種類である。輸入材に紛れ込んで1930年頃にはアメリカに侵入した。
- O. himal-ulmi[8] – ヒマラヤ地域原産のU. wallichianaから分離された種。
- O. novo-ulmi – この中では最も強毒性の種で1940年代にヨーロッパとアメリカで確認された。1960年代から猛威をふるい多くのニレを枯死させている[5]

強毒性で猛威をふるうO. novo-ulmiの原産地は分かっていないが、おそらく中国であるとみられている。1986年の調査ではその証拠を見つけられなかったが、媒介者のキクイムシはよく見られた。
近年、これらの病原菌は北海道に普通に見られることが明らかになった。日本産O. novo-ulmiはO. novo-ulmi ssp. americanaと呼ばれるアメリカ産系統である。日本ではこれらによる大量枯死は報告されていないが、人工接種試験ではハルニレ、オヒョウ、ケヤキ（ニレ科ケヤキ属）苗木の道管を侵すことが確認されている。

### キクイムシ
キクイムシはキクイムシ科に含まれる昆虫の総称であり非常に多くの種類が知られる。名前が示すように餌は木であり成虫も幼虫も木を食べるが、多くの種では体に菌類を付着させて樹木内部に持ち込んで繁殖させて木を分解させてからそれを摂食するという習性を持つ。菌類の方でも宿主となる新しい樹木へ運んでもらう利点があり、両者は共生関係にあるといえる。
キクイムシ科は大きく3亜科に分かれるが、この病気を媒介するのは何れもキクイムシ亜科（Scolytinae）に属する。北米でこの病気を媒介するのは次の3種である。
- Hylurgopinus rufipes - アメリカ産
- Scolytus multistriatus - ヨーロッパ産で体長2-3mmの小型種。
- Scolytus schevyrew

先の北海道の事例ではニレノオオキクイムシ（S. esuriens）という種が菌を保有しているという。

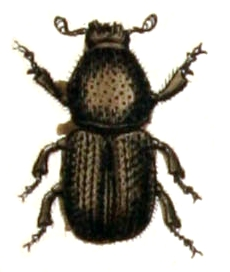
Scolytus multistriatus
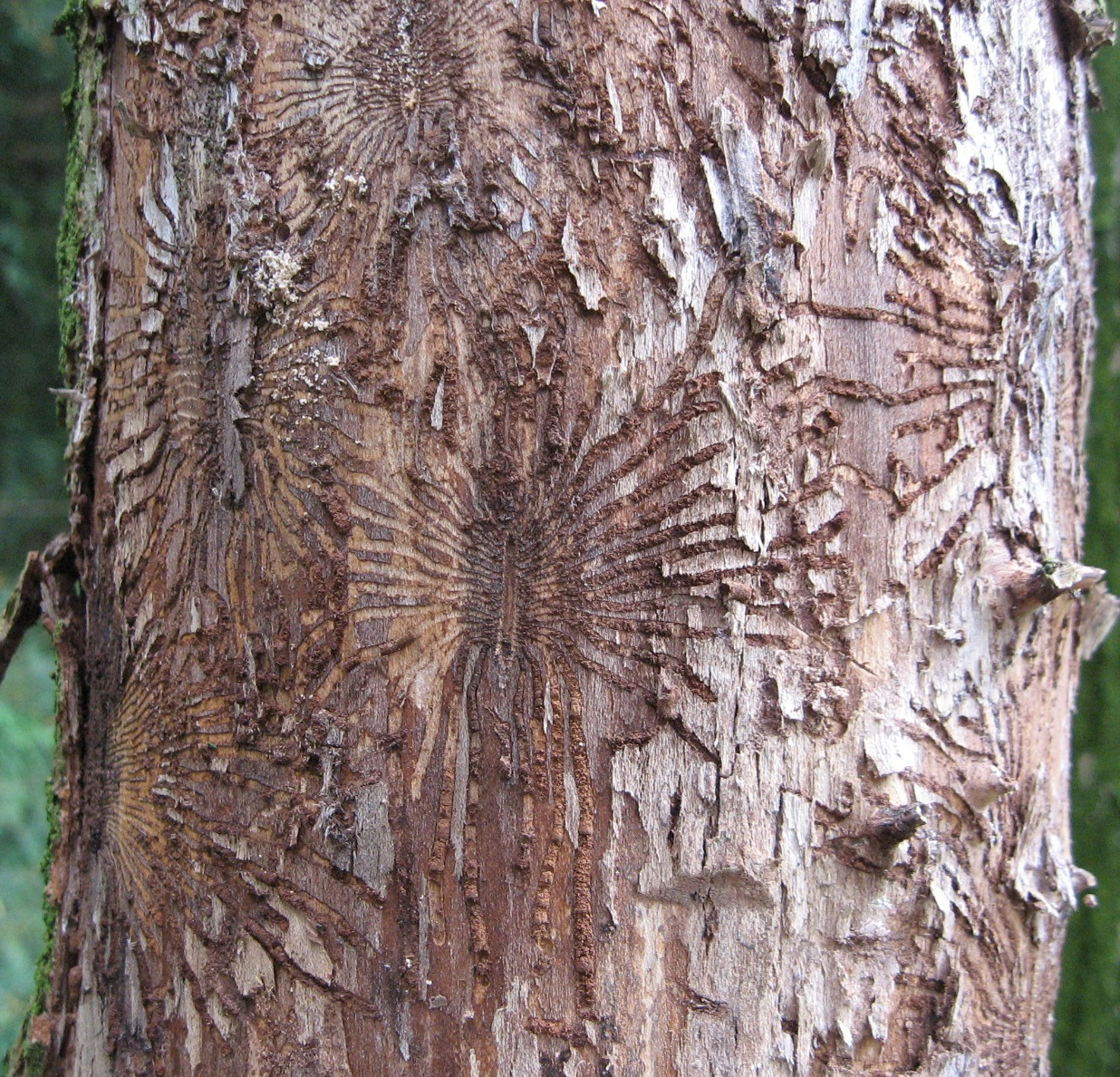
U. glabraの樹皮を剥がした場面。放射状模様はキクイムシが掘った坑道

## 発病要因

### ニレの種類と抵抗性
ニレの種類により抵抗性に差がある。一般にアジア産種はこの病気に対する抵抗性が強いが、欧米産種は感受性であり弱い。
以下、主な種の抵抗性とその種の分布地について述べる。学名の後が分布地を示し、意味は亜=東アジアおよびシベリア、ヒ＝ヒマラヤ地域、欧=ヨーロッパ、米=アメリカである
強抵抗性
アキニレ（Ulmus parvifolia、亜）U. pumila（亜）,U. willsoniana（亜）
弱抵抗性
ハルニレ（U. davidana）、オヒョウ（U. laciniata、亜）、U. crassifolia（米）、U. lanceaefolia（ヒ）、U. lacianata（亜）、U. macrocarpa（亜）、U. minor（欧）、U. villosa（ヒ）、U. wallchiana（ヒ）
強感受性
U. alata（米）、U. americana（米）、U.minor（欧）、U. celtidea（欧）、U. elliptica（欧）、U. glabra（欧）、U. laevis（欧）、U. rubra（米）、U. serotina（米）、U. thomasii（米）、U. turkestiana（亜）、

## 対策

### キクイムシの駆除
ニレ体内に潜むキクイムシの幼虫・成虫の駆除による感染拡大の防止を目的とし、罹病木の伐採と焼却処理により材内の虫を殺す。重労働であり広い範囲を行うのはコストもかかる。
殺虫剤散布による駆除も行われており春先と夏ごろの年2回程度散布する。薬剤にはDDTが使われていた。アメリカでは1947年ごろから小鳥の変死が見られるようになった。これは殺虫剤で汚染された餌を食べた結果であることが分かった。1962年、生物学者のレイチェル・カーソンはニレへの殺虫剤散布と小鳥の変死を関連付けた「Silent Spring」（邦題：沈黙の春）を刊行、当時民衆にあまり知られていなかったDDTの残留性、危険性が明らかになり大きな反響を呼んだ。この本の刊行以後、キクイムシへの殺虫剤散布は急速に下火になって行き、青変菌を殺す殺菌剤の開発へとシフトしていく。

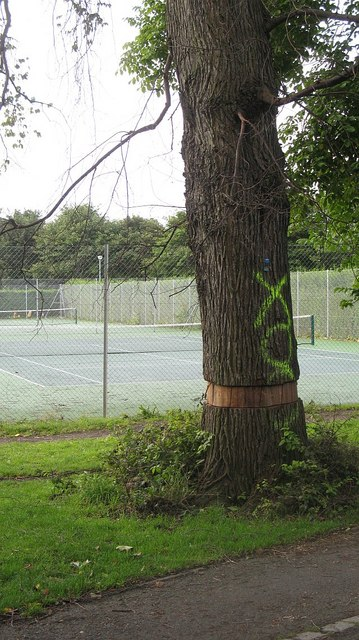
伐採前に環状剥皮を行い罹病木を枯らす
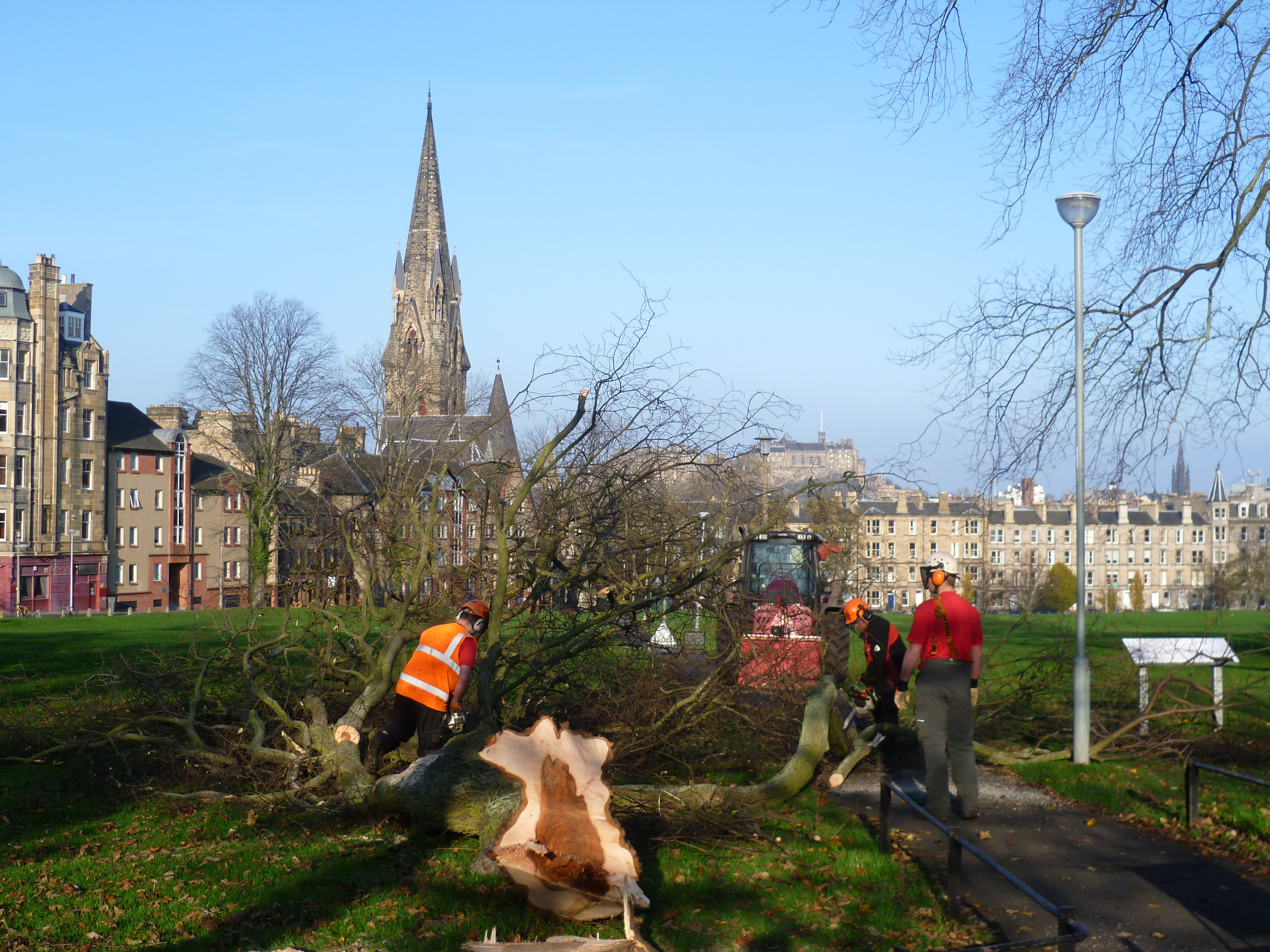
罹病木の伐採駆除。イギリス・エディンバラ
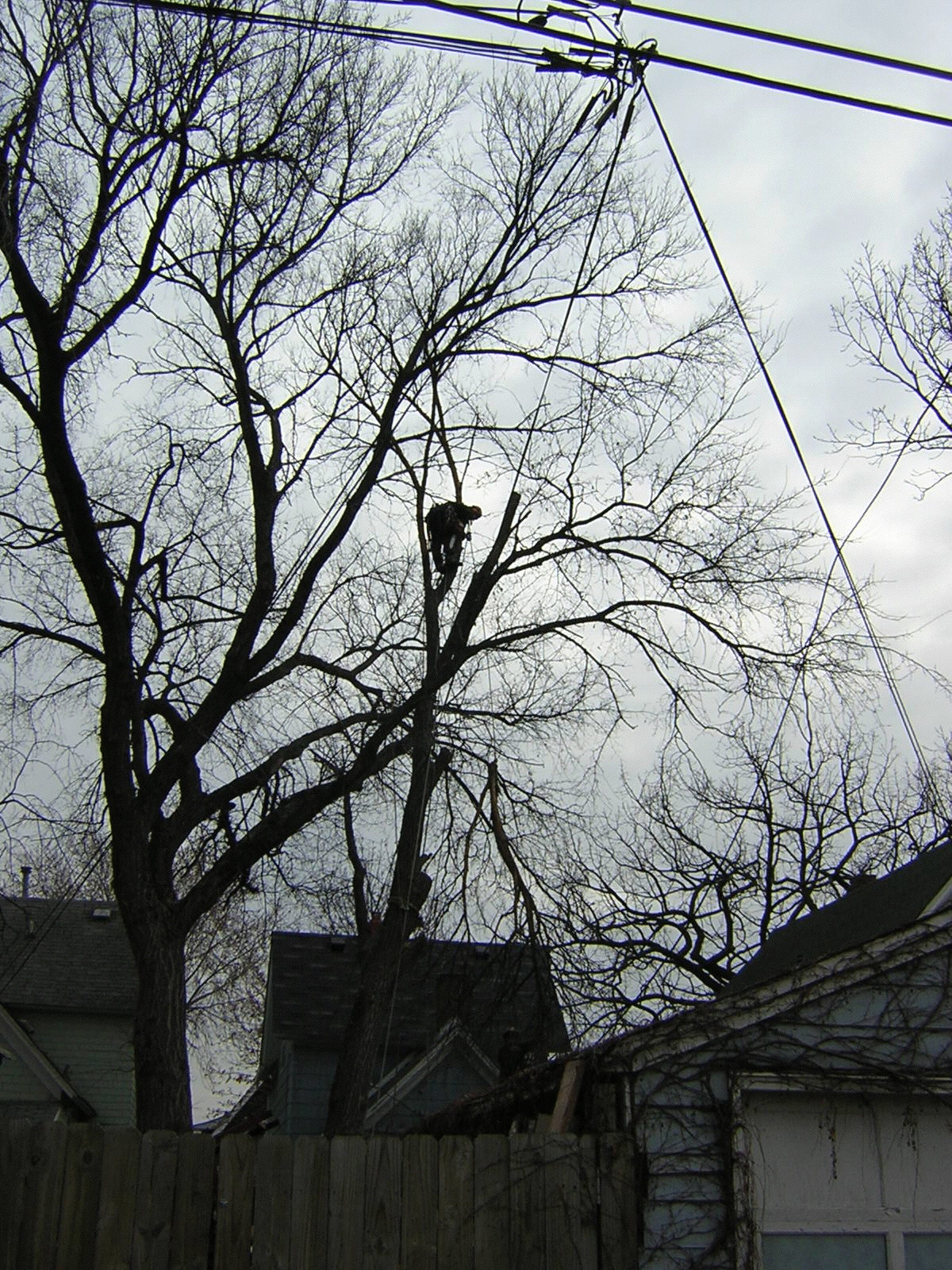
住宅地での伐採風景。アメリカ・ミネソタ州

### 青変菌の駆除
殺菌剤の樹幹注入により青変菌を殺し病気の進行を止める方法。1970年代最初の殺菌剤として他分野でも広範囲に使われるカルベンダジムが投入されたが、この薬はこの病気にはほとんど効かなかった。数年後チアベンダゾールが現場に投入されこれはよく効く、ただしこの薬は根には効かないために罹病木と健全木の根の接触部分から侵入されるとお手上げである。最近ではプロピコナゾールなども使用されるが、この薬は感染初期に使用しないと効果が無いという報告もある。
樹幹注入は2-3年毎の注入が必要であること、薬剤費用などが欠点であり、広範囲に用いるのは現実的ではない。
弱毒性の菌を前もって感染させると発病しないという人間の種痘やインフルエンザワクチンのようなものも実用化されている。感染させる菌はVerticillum albo-atrumと呼ばれる菌で病原菌と同じ子のう菌に属するが、ニレに対する病原性は持たない。この菌を春先に接種すると立枯病を発病せず、おそらく免疫応答の様なものが出来ているとされる。

### 抵抗性品種の開発
抵抗性品種の選抜はオランダで1928年、アメリカで1937年から始まった。オランダでは当初ヨーロッパ産種同士を掛け合わせて抵抗性系統を探していたが、後にヒマラヤ地域産の抵抗性種Ulmus wallichianaの抵抗性遺伝子を欧州種に組み込む方針に転換した。アメリカではアジア産で抵抗性のU. pumilaとアメリカ産で感受性のU. rubraを掛け合わせ抵抗性雑種を作り上げた。

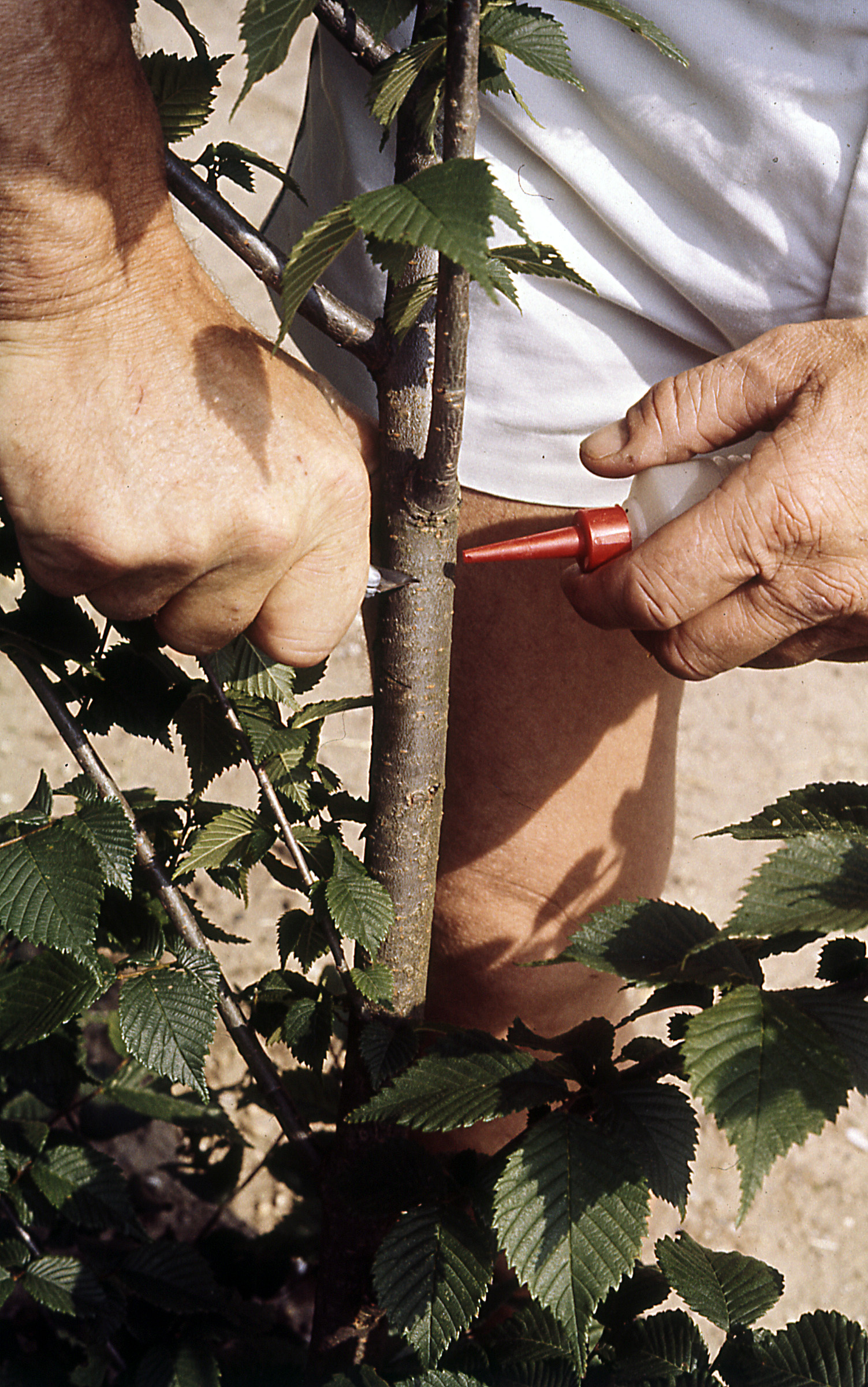
病原菌の人工的接種による抵抗性検定
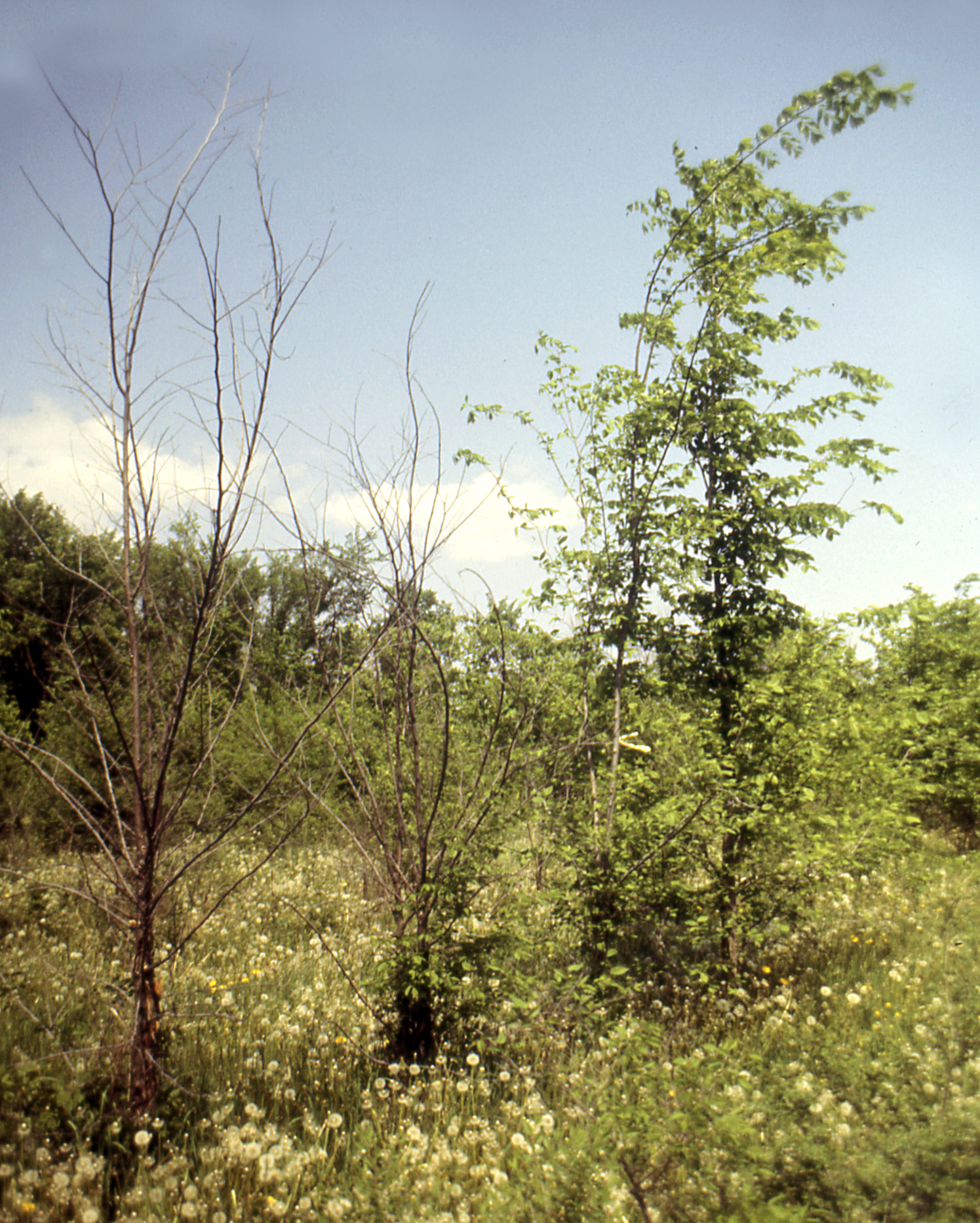
人工的接種による抵抗性検定の結果

## 世界的な広がりと影響

### ヨーロッパ

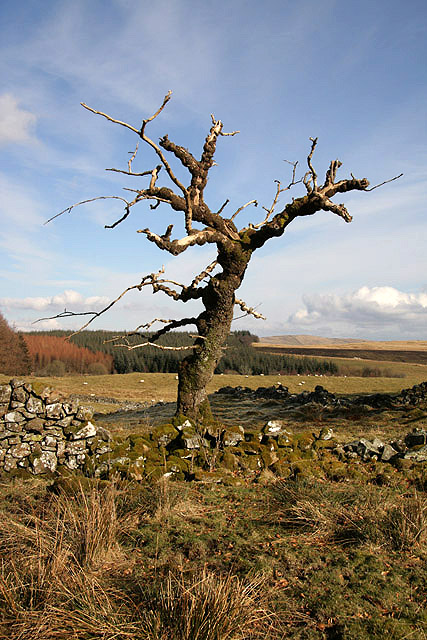
イギリスの枯死木

ヨーロッパにおけるニレ立枯病は1910年に記録されたのが最初とされる。イギリスでの最初の記録は1927年、現在はギリシャとフィンランドを除くヨーロッパ各地で確認されている。
ヨーロッパにおける病原菌の系統は当初は弱毒性であり、小さな弱いニレ個体を枯死させるか一部の枝を枯れ上がらせるだけであった。しかしながらウイルス経由で強毒遺伝子が組み込まれ、1940年代から強毒系統による枯死が見られるようになった。1967年、アメリカからさらに強毒性の系統がイギリスへと再侵入し、イギリスだけで250万本、フランスでは9割以上のニレが枯死した。被害地は現在も拡大中でありイギリス北部のエディンバラにまで達している。
イギリス産のU. minorは特に感受性が強く弱い。ニレはイギリスを代表する樹種の一つであったが、アメリカからの侵入から30年も経つと、45mを超すような巨木はほとんど枯死して消えてしまった。しかし、この種は萌芽力が発達しており、個体の死にまでは至っていないものもある。萌芽更新によって伸びた芽は5m以上に達するものも稀に見られるが、あまり大きくなると病原菌の再感染を受けやすい。しかしながら、マメな剪定をしている生垣のものは生存しやすく、40年以上健康に生存しているものもある。
現在、最もニレの成木が見られるのはオランダのアムステルダムとハーグである。ハーグでは樹木のうち、本数の3割がニレだという。海に近いハーグでは防風林としてニレ類が重要であり、1990年代から特に重要なニレを対象に薬剤の樹幹注入と罹病木の伐採撤去を行った結果、年間枯死率を7％から1％以下まで減少させることに成功した。枯死した場所には抵抗性品種を植えることで補填しているのだという。
イギリスでは南東部、イギリス海峡を臨むサセックス周辺に周辺と隔絶した個体群が1万本程度と比較的まとまった数のニレ成木が残存し中には樹齢400年に達するものもあるという。ここでは地元住民が参加してニレの観察と病気の兆候を示した個体の迅速な伐採撤去を行い病気が蔓延しないようにしている。イギリスとアイルランドの間に浮かぶマン島では罹病木の伐採撤去を行って25万本のニレのほとんどが残存している。
17世紀のフランス・パリにおいてニレは最も身近な木であった。1970年代にも3万本近くのニレがあったが、現在はたった1千本程度しか残っていないという

### 北アメリカ
アメリカでこの病気が最初に記録されたのは1928年である。オランダから輸入された家具用合板用丸太にキクイムシが潜んでいたとみられている。病気はアメリカ北東部地域（所謂ニューイングランド地域）からゆっくりと蔓延していった。Elm city（ニレの町）の異名を持ったコネチカット州ニューヘブンでは猛威をふるい壊滅的な被害を出した。1950年には五大湖沿岸の工業都市デトロイトに到達、西進し1960年にはシカゴ、1970年にはミネアポリスに達した。1930年には7700万本あった北米のニレ類はその後60年で75％が消失したという。
カナダへは第二次世界大戦中に侵入し、1967年にオンタリオ州で罹病個体を確認、西進し1975年にマニトバ州,、1981年にサスカチュワン州に達した。トロントでは80％のニレがこの病気で失われたという。モントリオールやオタワの街も1970～80年代にそれと同等かそれ以上の被害を受けた。サスカチュワン州の西隣のアルバータ州は近年までこの病気に汚染されていない地域であったが、1998年に州内で罹病個体が確認され感染が拡大中である。アルバータ州の州都エドモントンではキクイムシの活動が活発になる4月から9月の間ニレ類の剪定を禁止している。これは剪定の傷跡がキクイムシ侵入の門戸になるからである。

### ニュージーランド
ニュージーランドでは最初の記録は北島の南部からである。1989年に北島北部にあるオークランド近郊からもなされた。2013年夏に感染爆発が発生し、オークランド南部が特に被害を受けたという。

### 世界の樹木三大（四大）病害
- 五葉マツ類発疹さび病 – アジア産の病原菌がアメリカのマツに壊滅的被害を与えている病気
- クリ胴枯病 – アジア産の病原菌が欧米、特にアメリカのクリに壊滅的被害を与えている病気
- ニレ立枯病 – 本項で解説
- マツ材線虫病 - アメリカ産の病原線虫がアジアとヨーロッパのマツに壊滅的被害を与えている病気。

### 昆虫や昆虫の共生微生物が引き起こす樹木の病気
- カミキリムシと線虫によるマツ材線虫病（マツ枯れ）
- ノクチリオキバチと共生細菌によるオセアニア・アメリカのマツの衰弱枯死
- アブラムシ・カイガラムシ類と各種ウイルス病
- キクイムシ類と各種樹木の衰弱枯死（ブナ科樹木萎凋病（通称：ナラ枯れ）や本項のニレ立枯病など）
- 北米トネリコ属に対するアオナガタマムシの被害

### 広葉樹の重大な病気
- クリ胴枯病 - 上述
- ニレ立枯病 - 本項で解説
- ナラ枯れ - ナガキクイムシが媒介する病気。この病気の原因菌の近縁種は世界各地で色々な樹木に病気を引き起こしていることが近年明らかになってきた
- Sudden oak death病（和名未定） - アメリカ西部でナラ・カシ類に枯死を引き起こす病気
- ash dieback病（和名未定） - ヨーロッパでトネリコ属樹木を枯死させる病気